# Antroposthia axi
Antroposthia axi är en plattmaskart som beskrevs av Faubel 1974. Antroposthia axi ingår i släktet Antroposthia och familjen Antroposthiidae. Inga underarter finns listade i Catalogue of Life.